# Admontia zimini
Admontia zimini là một loài ruồi trong họ Tachinidae.